# Globitermes sulphureus
|  | Dieser Artikel wurde aufgrund von formalen oder inhaltlichen Mängeln in der Qualitätssicherung Biologie zur Verbesserung eingetragen. Dies geschieht, um die Qualität der Biologie-Artikel auf ein akzeptables Niveau zu bringen. Bitte hilf mit, diesen Artikel zu verbessern! Artikel, die nicht signifikant verbessert werden, können gegebenenfalls gelöscht werden. Lies dazu auch die näheren Informationen in den Mindestanforderungen an Biologie-Artikel. |

Globitermes sulphureus ist eine Termitenart, die vor allem in Südostasien beheimatet ist.

## Vorkommen
Globitermes sulphureus kommt in Mittel- und Südvietnam sehr häufig vor, aber auch in anderen Gebieten Südostasiens und Malaysia.

## Körperbau
Zwischen fünf und zehn Prozent der Bevölkerung sind Soldatentiten, die an ihrem gelben Unterleib und zwei großen, gebogenen Mandibeln zu erkennen sind. Die Termiten nutzen Autothese als Abwehrmechanismus.

## Bauten
Sie leben in Erdnestern, die bis zu 1,5 m groß sein können und Zehntausende von Individuen enthalten können.

## Verteidigung

Schematische Zeichnung eines Kopfes eines Soldaten: Kopf (H), Fühler (A) und Mandibeln (M). Skalenstrich: = 0,3 mm

Wenn das Nest beschädigt ist, verteidigen die Soldaten-Termiten das Nest, und die Arbeiter reparieren schnell die Schäden an den Nestwänden. Die Soldaten stehen auf ihren Beinen in Alarmbereitschaft und scannen mit ihren Antennen das Gelände ab. Wenn das Nest von Ameisen angegriffen wird, z. B. Oecophylla smaragdina, fliehen die Arbeiter sofort, indem sie sich in das Nest zurückziehen, während die Soldaten draußen bleiben, um das Nest zu verteidigen. Sie werden zunächst versuchen, die Angreifer mit ihren großen Unterkiefeln zu fangen und zu durchbohren. Wenn dies die Angreifer nicht abschreckt, scheiden einige Soldaten eine gelbe Flüssigkeit aus einer großen Drüse aus, die einen großen Teil ihres Körpers einnimmt. Die Flüssigkeit wird durch Kontraktionen der Unterkiefermuskeln aus der Drüse gedrückt, wodurch die Drüsenwände zusammengedrückt werden. Diese Flüssigkeit härtet bei Kontakt mit Luft schnell aus und bildet eine klebrige Substanz, die Ameisen und andere Termiten einfängt. Das Sekret enthält auch ein Pheromon, das mehr Soldaten anzieht, um die Angreifer zu bekämpfen. In einigen Fällen sind die Kontraktionen so gewalttätig, dass die Termiten sich selbst reißen. Diese Form des selbsttötenden Altruismus wird als Autothyse bezeichnet.

## Stickstofffixierung
G. sulphureus vermag Stickstoff zu binden. Ein Experiment in Thailand ergab, dass pro Jahr rund 250 Gramm Stickstoff pro Hektar gebunden werden. Obwohl dieser Beitrag nur zwischen 7 % und 22 % der gesamten Stickstoffeinträge im Ökosystem beträgt, wird er für relativ wichtig gehalten, da Termiten ihn zu Totholz hinzufügen und dadurch dessen Zersetzung beschleunigen.

## Futtersuche
G. sulphureus sucht nach Flächen von bis zu 62 m² und wagt sich bis zu 16 m von seinem Nest entfernt.

## Kontrolle
Die Art ist in Gebieten, in denen sie lebt, ein bedeutender Schädling, da sie Holzstrukturen angreift und Kokosnuss- und Ölpalmenplantagen beschädigen kann. Experimente haben gezeigt, dass es mit dem Insektizid Imidacloprid kontrolliert werden kann.